# NHL Network (1975-ös tévéműsor)
Az NHL Network egy amerikai televíziós szindikációs csomag volt, amely az 1975–76 és 1978–79 szezonok között közvetítette a National Hockey League (NHL) meccseit. Az NHL Network terjesztését a Hughes Television Network végezte.

## Fogantatás
Miután az NBC kiesett az 1974–75 szezon után, az NHL-nek nem volt nemzeti televíziós szerződése az Egyesült Államokban. Ezen válaszul a liga egy független állomások hálózatát hozta létre, amely az ország körülbelül 55%-át fedte le.

## Lefedettség összefoglalója
A játékokat általában hétfőn este (keleti idő szerint este 8-kor) vagy szombat délután sugározták. A csomagot jogdíj nélkül kínálták a helyi állomásoknak. A haszon a reklámozásból származott, amelyet nagyjából egyenlően osztottak el a hálózat és a helyi állomások között. A hétfő esti meccseket gyakran emlegették a hét NHL-játékaként. New York City, Buffalo, St. Louis, Pittsburgh, Detroit és Los Angeles nézői más csatornán nézhették meg a hét játékát, mint a helyi csapat meccseit. Ezért amikor egy csapatnak "hazai" meccse volt, az NHL Network inkább a hazai csapat közvetítését sugározta, nem pedig a sajátját.
Kezdetben a hétfő esti csomagot az ABC leányvállalatainak terjesztették, az ötlet az volt, hogy az ABC ősszel a hétfő esti NFL-focit, tavasszal és nyáron pedig (1976 májusától) hétfő esti Major League Baseballt kínáljon; emiatt az állomások szerették volna, ha a jégkorong egy egész évben működő hétfő esti sportblokkot teremtene. Azonban nagyon kevés ABC állomás vállalta fel a csomagot.
Az 1975–76 szezonban az NHL Network kiválasztott játékokat mutatott be az NHL Super Series-ből (ebben a csomagban kiemelt szerepet kapott a philadelphiai Vörös Hadsereg, de a montreali Red Army 1975 szilveszterén nem szerepelt benne, mivel azt csak a CBC-n láthatta a közönség), valamint néhány rájátszás mérkőzésen. Az 1976–77 szezonban az NHL Network hétfő esténként 12 alapszakasz mérkőzést és az All-Star meccset mutatta be. Az 1978–79 szezonig (az NHL Network fennállásának utolsó szezonja) összesen 18 hétfő esti és 12 szombat délutáni mérkőzést közvetítettek.
Az 1979-es Challenge Cup váltotta fel az All-Star meccset. Ez a sorozat a legjobb három mérkőzésből állt az NHL All-Stars és a Szovjetunió válogatottja között. A második mérkőzés harmadik szakaszát, ami szombat délután volt, csak a CBS Sports Spectacular részeként mutatta be a CBS. Sajnálatos módon a CBS-nek és szponzorainak problémái adódtak az NHL által a Madison Square Gardenben eladott jégpálya táblával, így nem engedték, hogy azokat a televízióban megmutassák. Emiatt a CBS nézői nem látták a sárga kickplate feletti távolabbi táblákat, és csak akkor láthatták a játékosok korcsolyáját, amikor a játék a jég másik oldalára került. Az 1. és 3. meccset az NHL Network mutatta be, ahol a reklámozás nem okozott problémát.

### Szombat délutáni tudósítás
Amikor hozzáadták a szombat délutáni meccseket, az NHL kijelentette, hogy ezek 13:00-kor kezdődnek és 16:00-kor érnek véget ET idő szerint. A mindössze három állomással rendelkező piacok vonakodtak lemondani a főműsoridős programozási réseket. A terv végül meghiúsult, mivel nem csak új piacokat nem nyertek, de sok olyan állomás, amely már a hétfői játékokat sugározta, nem váltott a szombatiakra. Néhány keleti időzónájú piac, mint például Boston, Buffalo, New York City, Washington és Springfield, MA, megmaradt a szombat délutáni játékok mellett.
Ezen felül az NHL lehetőséget adott az állomásoknak, hogy a szombat délutáni adásokat keleti idő szerint 1-kor vagy 2-kor EST kezdjék, lehetővé téve a teljes meccsnyitást és az első harmad összefoglalóját, mielőtt az utolsó két harmad élő közvetítése elkezdődik. A WDCA (a washingtonileányvállalat) és a Bongdaso (a Springfield, MA leányvállalata) ezt a lehetőséget választotta. A pittsburghi WPGH és az atlantai WTCG nem vállalta a szombat délutáni csomagot, így piacaik szombatokon nem élvezhették a műsort. A WPGH és a WTCG éjfélkor és 23:30-kor (ET) ismételten sugározta a hétfői meccseket. Eközben 1978-ra a clevelandi WUAB és a baltimore-i WBFF teljesen leállította a jégkorong- közvetítéseket. Cleveland ebben az évben elveszítette az NHL-csapatát, a Cleveland Baronst, mindössze három szezon után ebben a városban, aminek következtében a WUAB lemondott a csomagról.
Buffalóban a szombat délutáni meccsek januárban és februárban a WGR csatornán voltak láthatók. Márciusban a szombati meccsek átkerültek a WUTV-re. A WUTV vállalta a Monday Night Hockey csomag közvetítését, míg a WGR a Buffalo Sabres állomása volt. New Yorkban a WOR sem januárban, sem februárban nem sugárzott szombati játékokat. Ellenben a WNEW, szintén New Yorkban, vállalta a márciusi szombati játékok közvetítését 14 órakor. Mind Buffalóban, mind New Yorkban az egyetemi kosárlabdai és tenisz világbajnokság idején szünetelt az NHL-szórakoztatás a szokásos hétfő esti műsornaptárról.
1977–78-ban a duluthi KBJR elkezdte sugározni a szombat délutáni csomagot, miközben lemondott a hétfő esti meccsekről. Ugyanebben a szezonban az indianapolisi WHMB is csatlakozott a hálózathoz, szombat délutáni meccseket sugározva 14 órakor, valamint hétfő esti meccseket 23 órakor. Ezen kívül az iowai PBS állomások ebben az időszakban kiváltak az NHL közvetítéséből.

### Rájátszás tudósítás
Az 1976-os Stanley-kupa döntője az NHL hálózaton volt az első alkalom, amikor az NHL bajnoki sorozatát teljes egészében országosan közvetítették az Egyesült Államokban. 1976-ban, amikor az NHL Network közvetítette a rájátszás meccseit, Marv Albert megosztotta a játékonkénti feladatokat az egyik résztvevő csapat bemondójával. Például 1976. április 18-án (Montreal, Chicago) Brad Palmer (aki a Chicago Black Hawks adások szünetében a WFLD 32-n) osztotta meg Alberttel a játékonkénti feladatokat. Albert az első és a harmadik harmadban végigjátszotta, míg Palmer a másodikat. Az 1978-as rájátszással kezdődően az NHL Network számos meccset szimulált a kanadai Hockey Night alatt. Ezekben a meccsekben Dan Kellyt, az NHL Network vezető bemondóját, a HNIC színkommentátoraival együtt bízták meg játékról játékra. Példa erre a Toronto Maple Leafs és a New York Islanders negyeddöntő sorozatának 7. meccse (április 29.), ahol Kelly összeállt Brian McFarlane-nel. A teljes 1978-as Stanley-kupa-döntőt a Montreal Canadiens és a Boston Bruins között, valamint a teljes 1979-es Stanley-kupa-döntőt a Montreal Canadiens és a New York Rangers között párhuzamosan vetítették. Ha azonban a döntő a 7. meccsre került volna, akkor azt az ABC közvetítette volna.

#### A Stanley Kupa rájátszásának kommentárjai
| Év   | Kerek            | Csapatok                            | Játékok                   | Játékról-játékra                                         | Színes kommentátor (ok)                        |
| ---- | ---------------- | ----------------------------------- | ------------------------- | -------------------------------------------------------- | ---------------------------------------------- |
| 1976 | Negyeddöntők     | Buffalo – New York Islanders        | 1. játék                  | Marv Albert és Tim Ryan                                  | George Michael                                 |
| 1976 | Negyeddöntők     | Philadelphia – Toronto              | 4., 7. játék              | Gene Hart és Don Earle (4. játék)Marv Albert (7. játék)  | Terry Crisp                                    |
| 1976 | Negyeddöntők     | Montreal – Chicago                  | 4. játék                  | Marv Albert és Brad Palmer                               |                                                |
| 1976 | Elődöntők        | Philadelphia-Boston                 | 3. játék                  | Marv Albert                                              | Phil Esposito                                  |
| 1977 | Előzetes forduló | Pittsburgh – Toronto                | 3. játék                  | Marv Albert és Dan Kelly                                 | Marv Albert és Dan Kelly                       |
| 1977 | Negyeddöntők     | Philadelphia – Toronto              | Games 4, 6 ( WTAF feed)   | Marv Albert (4. játék) Don Earle és Gene Hart (6. játék) | Steve Jensen (4. játék) Terry Crisp (6. játék) |
| 1977 | Elődöntők        | Montreal – New York Islanders       | Játékok 3–4               | Tim Ryan és Jiggs McDonald                               | Tim Ryan és Jiggs McDonald                     |
| 1977 | Elődöntők        | Philadelphia-Boston                 | 1., 4. játék              | Marv Albert és Dan Kelly                                 | Curt Bennett (4. játék)                        |
| 1978 | Előzetes forduló | Buffalo – New York Rangers          | 3. játék ( CBC hírfolyam) | Dan Kelly                                                | Brian McFarlane                                |
| 1978 | Negyeddöntők     | Montreal – Detroit                  | 2. játék ( CBC hírfolyam) | Danny Gallivan                                           | Red Storey és Dick Irvin Jr.                   |
| 1978 | Negyeddöntők     | Philadelphia - Buffalo              | 3. játék                  | Dan Kelly                                                | Eddie Giacomin                                 |
| 1978 | Negyeddöntők     | New York Islanders – Toronto        | 7. játék ( CBC hírfolyam) | Dan Kelly                                                | Brian McFarlane                                |
| 1978 | Elődöntők        | Montreal-Toronto                    | 2. játék ( CBC hírfolyam) | Danny Gallivan                                           | Bill Clement és Dick Irvin Jr.                 |
| 1978 | Elődöntők        | Boston-Philadelphia                 | 3. játék ( CBC hírfolyam) | Dan Kelly                                                | Bob Goldham és Brian McFarlane                 |
| 1979 | Előzetes forduló | Buffalo – Pittsburgh                | 3. játék                  | Dan Kelly                                                |                                                |
| 1979 | Negyeddöntők     | Boston - Pittsburgh                 | 3. játék                  | Dan Kelly                                                |                                                |
| 1979 | Elődöntők        | New York Islanders-New York Rangers | 2. játék                  | Dan Kelly                                                | Lou Nanne                                      |
| 1979 | Elődöntők        | Montreal-Boston                     | 5. játék ( CBC hírfolyam) | Danny Gallivan                                           | Lou Nanne és Dick Irvin Jr.                    |

#### A Stanley Kupa döntőjének kommentárjai
| Év   | Csapatok                    | Játékok                       | Játékról-játékra                                   | Színes kommentátor (ok)                                                                             |
| ---- | --------------------------- | ----------------------------- | -------------------------------------------------- | --------------------------------------------------------------------------------------------------- |
| 1976 | Montreal - Philadelphia     | Játékok 1–4                   | Marv Albert Ted Darling (2. játék)                 | Stan Mikita (1. játék) Garry Unger (2. játék) Chico Resch (3. játék) Curt Bennett (4. játék)        |
| 1977 | Montreal-Boston             | Játékok 1–4                   | Marv Albert és Tim Ryan                            | Stan Mikita (1. játék) Garry Unger (2. játék) Chico Resch (3. játék) Don Awrey (4. játék)           |
| 1978 | Montreal-Boston             | 1–6. játékok ( CBC hírfolyam) | Danny Gallivan (Montrealban) Dan Kelly (Bostonban) | Chico Resch és Dick Irvin Jr.                                                                       |
| 1979 | Montreal – New York Rangers | 1–5. játék ( CBC hírfolyam)   | Dan Kelly Danny Gallivan (2. játék)                | Dick Irvin Jr.Gary Dornhoefer (1., 5. játszma) Gerry Pinder (2. játék) Bobby Orr (New York Cityben) |

## Leányvállalatok
A legtöbb amerikai NHL-városban a Hughes NHL-hez kapcsolódó leányvállalata az volt, amelyik a helyi csapat meccseit közvetítette. Körülbelül néhány tucat másik állomás is sugározta a játékokat. Az 1976–77 szezonban a hálózatnak 47 állomása volt.
| Város         | Állomás                                    |
| Atlanta       | WTCG                                       |
| Baltimore     | WBFF                                       |
| Boston        | WSBK                                       |
| Bivaly        | WUTV (hétfő esti játékok)                  |
| Bivaly        | WGR / WUTV (szombat délutáni játékok)      |
| Charlotte     | WRET                                       |
| Chicago       | WSNS                                       |
| Cleveland     | WUAB ( szalag késleltetés )                |
| Tanácsblöffök | KBIN                                       |
| Dallas        | KXTX ( szalag késleltetése 22:00 CT -ig)   |
| Denver        | KWGN                                       |
| Des Moines    | KDIN                                       |
| Detroit       | WGPR                                       |
| Duluth        | KBJR                                       |
| Galveston     | Helyi kábel                                |
| Greenfield    | WRLP                                       |
| Greensboro    | WGHP                                       |
| Houston       | KRIV ( szalag késleltetése 23:30 CT - ig ) |
| Indianapolis  | WHMB                                       |
| Iowa City     | KIIN                                       |
| Los Angeles   | KHJ ( szalag késés 20:00 PT )              |
| Miami         | WPBT                                       |
| New York City | WOR                                        |
| New York City | ÚJ                                         |
| Omaha         | KETV (szalag késleltetése 23:30 CT)        |
| Philadelphia  | WTAF                                       |
| Pittsburgh    | WPGH                                       |
| vörös tölgy   | KHIN                                       |
| Rochester, NY | WROC                                       |
| San Francisco | KQED                                       |
| Seattle       | KSTW ( szalag késleltetése 22:30 PT )      |
| Sioux City    | KSIN                                       |
| Springfield   | WWLP                                       |
| St. Louis     | KDNL                                       |
| Washington DC | WDCA ( szalag késleltetése 21:00 ET )      |

A Minnesota North Stars jelenléte ellenére nem volt NHL Network leányvállalata a Minneapolis - St. Pál környéke.

## Értékelések
Miután lejárt az NBC szerződése az NHL-lel 1974–75 után, 3,8-as értékelést kaptak. Ugyanebben az időszakban az NHL Network osztályzatai az első hónapban 3,1-re emelkedtek New Yorkban, 1,9-re Los Angelesben és 1,3-ra Chicagóban. 1978–79 között a hétfő esti játékok átlagosan 1 millió nézőt vonzottak, ebből 300 000 a Bostoni régióban. Ugyancsak 1978–79-ben a szombati adások 14:00 ET verzióját (az első periódus kivágásával) az összes résztvevő leányvállalat rögzítette, kivéve a WSBK-TV Bostont (amely a teljes játékot közvetítette), és gyakran azok a városok, ahol a helyi csapatok játszottak, ha a helyi állomás a helyben készített adás helyett az NHL Network verzióját sugározta.

## Bemondók

### Játékról-játékra
- Marv Albert
- Fred Cusick
- Ted Darling (elsősorban a Buffaloval kapcsolatos játékokban)
- Don Earle
- Jim Gordon
- Gene Hart
- Dan Kelly
- Jiggs McDonald – 1976–77 között McDonald megosztotta az elemzői feladatokat Tim Ryannel a Montreal Canadiens – New York Islanders rájátszássorozat 3. és 4. meccsén (április 28. és 30.)
- Sam Nover
- Brad Palmer
- Tim Ryan

Marv Albert volt a főszereplő az első évadban, amelyben egy helyi vendég bemondóval párosították. Jellemzően megosztanák a feladatokat játékonként.
Ahogy korábban említettük, a Montreal Canadiens és Chicago Black Hawks 1976-os negyeddöntős rájátszás-sorozatának 4. meccsére (április 16.) Marv Albert és Brad Palmer hívta a meccset. Albert az első és a harmadik harmadban, míg Palmer, a Black Hawks tévés műsorvezetője játékról-játékra irányította a második harmadban. A folyamat során elemzőként viselkedtek egymás számára. A Chicago Stadionban játszott meccset elsötétítették Chicago környékén.
Eközben Marv Albert az 1976-os rájátszás során Tim Ryannel (aki megosztotta Alberttel) és George Michaellel a New York Islanders – Buffalo Sabres sorozat 1. meccsében (április 11.) és Terry Crisppel a játékban. 7. a Toronto Maple Leafs – Philadelphia Flyers sorozatból (április 25.). Terry Crisp a Play-by-play férfiakkal, Gene Harttal és Don Earle- lel is dolgozott a fent említett Toronto-Philadelphia sorozat 4. meccsén (április 17.).

### Színes kommentár
- Don Awrey
- Curt Bennett
- Bill Chadwick
- Terry Crisp
- Gary Dornhoefer
- Phil Esposito
- John Ferguson Sr.[25]
- Eddie Giacomin – 1977–78 ban Giacomin Dan Kelly -vel dolgozott a Philadelphia Flyers – Buffalo Sabres rájátszás-sorozat harmadik meccsén (április 22.)
- Bobby Hull
- Steve Jensen – 1976–77 ben Jensen Marv Alberttel dolgozott a Philadelphia Flyers – Toronto Maple Leafs rájátszássorozat 4. meccsén (április 17.)
- George Michael – 1975–76 ban Michael Marv Alberttel és Tim Ryannel dolgozott (akik megosztották a feladatokat) a New York Islanders – Buffalo rájátszássorozat 1. meccsén.
- Stan Mikita
- Lou Nanne
- Bobby Orr[26][27]
- Chico Resch
- Garry Unger

Az 1976-os Stanley Kupa döntőjének elemzői aktív játékosok voltak, és minden meccsen más-más színű kommentátorok szerepeltek. Ezek a játékosok Stan Mikita, Garry Unger, Chico Resch és Curt Bennett voltak. Ez a formátum 1977- ben folytatódott, amikor Stan Mikita, Garry Unger, Chico Resch, Don Awrey váltotta Curt Bennettet, aki ehelyett Marv Alberttel és Dan Kelly- vel dolgozott a Philadelphia Flyers-Boston Bruins rájátszássorozat 4. meccsén (május 1.).

### Egyéb
- Stan Fischler
- Jim Simpson
- Dick Stockton
- Scott Wahle

Dick Stockton egy szezonig volt házigazda. Scott Wahle volt a stúdió házigazdája az 1978–79-es és az 1979–80-as szezonban. Mindeközben Stan Fischler a szünetekben elemzőként szerepelt az adásokban.

## Fordítás
Ez a szócikk részben vagy egészben  a   NHL Network (1975 TV program) című angol Wikipédia-szócikk ezen változatának fordításán alapul.  Az eredeti cikk szerkesztőit annak laptörténete sorolja fel. Ez a jelzés csupán a megfogalmazás eredetét és a szerzői jogokat jelzi, nem szolgál a cikkben szereplő információk forrásmegjelöléseként.